# Vật lý hạt thiên văn
Vật lý hạt thiên văn là một nhánh của vật lý hạt chuyên nghiên cứu các hạt cơ bản có nguồn gốc thiên văn và mối quan hệ của chúng trong vật lý thiên văn và vũ trụ học. Nó là một lĩnh vực nghiên cứu tương đối mới đang nổi lên tại điểm chung của vật lý hạt, thiên văn học, vật lý thiên văn, vật lý phát kiến, thuyết tương đối, vật lý chất rắn, và vũ trụ học. Một phần được thúc đẩy bởi những phát hiện của các dao động neutrino, lĩnh vực này đã nhanh chóng phát triển cả về lý thuyết và thực nghiệm, kể từ đầu năm 2000.

## Lịch sử
Lĩnh vực vật lý hạt thiên văn phát triển từ thiên văn học. Với sự phát triển của công nghệ phát hiện, các nhà thiên văn học trưởng thành đã tham gia nhiều chủ đề phụ về vật lý, chẳng hạn như cơ học, điện từ học cổ điển, nhiệt động lực học, vật lý plasma, vật lý hạt nhân, thuyết tương đối và vật lý hạt. Các nhà vật lí hạt coi vật lý thiên văn là cần thiết do khó khăn trong việc tạo ra các hạt với năng lượng tương đương với năng lượng tìm thấy trong không gian. Ví dụ, phổ tia vũ trụ chứa các hạt có năng lượng cao cỡ 1020 eV, trong khi xung đột proton-proton tại máy gia tốc hạt lớn chỉ có năng lượng cỡ ~1012 eV.
Lĩnh vực này có thể được cho là đã bắt đầu vào năm 1910, khi nhà vật lý người Đức Theodor Wulf đo mức độ ion hóa trong không khí, một chỉ dấu về bức xạ gamma, ở dưới cùng và trên cùng của Tháp Eiffel. Ông nhận thấy rằng có nhiều ion hóa ở đỉnh cao hơn những gì được mong đợi nếu chỉ có nguồn mặt đất được quy cho bức xạ này.
Nhà vật lý học người Áo Victor Francis Hess giả thuyết rằng một số ion hóa đã được gây ra bởi bức xạ từ bầu trời. Để bảo vệ giả thuyết này, Hess đã thiết kế các dụng cụ có khả năng hoạt động ở độ cao lớn và thực hiện các quan sát về ion hóa ở độ cao 5,3 km. Từ năm 1911 đến năm 1913, Hess đã thực hiện 10 chuyến bay để đo mức độ ion hóa tỉ mỉ. Thông qua các tính toán trước, ông không mong đợi có bất kỳ sự ion hóa nào ở trên độ cao 500 m nếu các nguồn mặt đất là nguyên nhân duy nhất của bức xạ. Tuy nhiên, các phép đo của ông cho thấy rằng mặc dù mức ion hóa ban đầu giảm xuống ở độ cao, nhưng chúng đã bắt đầu tăng mạnh tại một số điểm. Ở những cao độ lớn nhất của chuyến bay, ông thấy rằng mức độ ion hóa tại đó còn lớn hơn nhiều so với con số ở bề mặt Trái Đất. Hess sau đó có thể kết luận rằng "một bức xạ có công năng thâm nhập rất cao đã đi vào bầu khí quyển của chúng ta từ phía trên". Hơn nữa, một trong những chuyến bay của Hess được thực hiện trong thời điểm nhật thực gần như toàn phần. Vì ông không quan sát thấy mức độ giảm đi của mức ion hóa, nên Hess đã lý luận rằng nguồn tạo ra ion hóa không thể là Mặt Trời, mà cần phải từ một nguồn xa hơn trong không gian. Vì khám phá này, Hess là một trong những người được trao giải Nobel Vật lý năm 1936. Năm 1925, Robert Millikan khẳng định kết quả của Hess và sau đó đã đặt ra thuật ngữ 'bức xạ vũ trụ'.
Nhiều nhà vật lý hiểu biết về nguồn gốc của lĩnh vực vật lý hẹp hạt vũ trụ có xu hướng ghi công việc "phát hiện" tia vũ trụ này của Hess như là điểm xuất phát cho ngành nghiên cứu này.

## Sách tham khảo
- Perkins, D.H. (2009). Particle Astrophysics (ấn bản thứ 2). Oxford University Press. ISBN 0-19-954546-4.